# Gerhard Madaus
Gerhard Madaus (* 25. Februar 1890 in Nestau, Kreis Uelzen; † 26. Februar 1942 in Dresden) war ein deutscher Mediziner und Industrieller.

## Biografie
Madaus, dessen Mutter Magdalene Johanne Marie (1857–1925) seit 1897 Naturheilmittel herstellte und seit 1904 auch vertrieb, gründete nach der Promotion zum Dr. med. 1919 (Aortenaneurysma mit Ruptur in die Trachea) an der Universität Bonn gemeinsam mit seinen Brüdern Friedemund und Hans einen Betrieb zur Herstellung von Naturheilmitteln, die Arzneimittelfabrik Dr. Madaus & Co, brachte bereits im Gründungsjahr 1920 homöopathische und biochemische Präparate sowie Oligoplexe auf den Markt und errichtete eine Zweigniederlassung in Stuttgart. Weitere Niederlassungen folgten in Radeburg bei Dresden (1921), Berlin, Amsterdam, Dudweiler und Warschau, in den 1930er Jahren in Breslau, Budapest, Düsseldorf, Hamburg, Königsberg, München und Teplitz; Vertretungen entstanden in 16 Ländern. 1929 wurde der Hauptsitz aus Platzgründen nach Radebeul verlegt. Nach dem Tod des sächsischen Automobilbauers Emil Nacke 1933 erwarb Madaus dessen Weingut Johannisberg in Zitzschewig.
Seit 1920 gab er eine Monatsschrift für Psychotherapie, Medizin und Naturheilkraft heraus, die später in Biologische Heilkunst umbenannt wurde. Ab 1926 erschien das Jahrbuch Dr. Madaus & Co.
Er schrieb 1938 ein dreibändiges Lehrbuch der biologischen Heilmittel, Abteilung I. (Heilpflanzen), dessen Abschluss mit den Abteilungen Mineralien und Heilmittel aus dem Tierreich sein früher Tod verhinderte.
Ausgehend vom Unternehmensprogramm, Heilmittel der Volksmedizin wissenschaftlich zu prüfen und mit modernen Verfahren herzustellen, entwickelte Madaus unter anderem das Teep-Verfahren zur Extraktion von Wirkstoffen aus Frischpflanzen ohne Hitzeeinwirkung; seit 1936 führte er bakteriologische und Tierversuche zur Unfruchtbarmachung mit Schweigrohr-Extrakt durch.
Madaus war Mitglied im Stahlhelm, Bund der Frontsoldaten.
Er starb im Februar 1942 in Dresden, sein Grab liegt in Köln. Die Stadt Radebeul ehrte Madaus 2001, indem sie die Gerhard-Madaus-Straße nach ihm benannte.

## Publikationen
- Lehrbuch der biologischen Heilmittel. 4 Bände. Thieme, Leipzig 1938; Neudruck Hildesheim 1976 (online; Digitalisate der Universitätsbibliothek Braunschweig: Band 1, ... S. 357 Abrotanum – S. 894 Chamomilla, Band 2, S. 903 Chaulmoogra – S. 1880 Mentha pulegium, Band 3, S. 1885 Menyanthes trifoliata – S. 2862 Zizia aurea, Registerband) und 1987.